# Дворец Национальной ассамблеи Венесуэлы

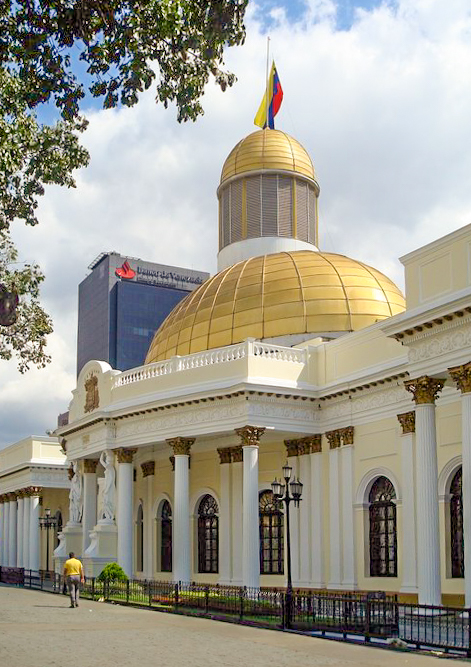
Здание Национальной ассамблеи, Каракас

Дворец Национальной ассамблеи Венесуэлы (также известный как Капитолий) — историческое здание в Каракасе, Венесуэла, в котором ныне располагается Национальная ассамблея. Расположенный на юго-востоке площади Боливара, он был построен в 1872 году президентом Антонио Гусман Бланко по проекту архитектора Лучиано Урданета. Овальный зал, открытый в 1877 году, увенчан золотым куполом.

## Описание

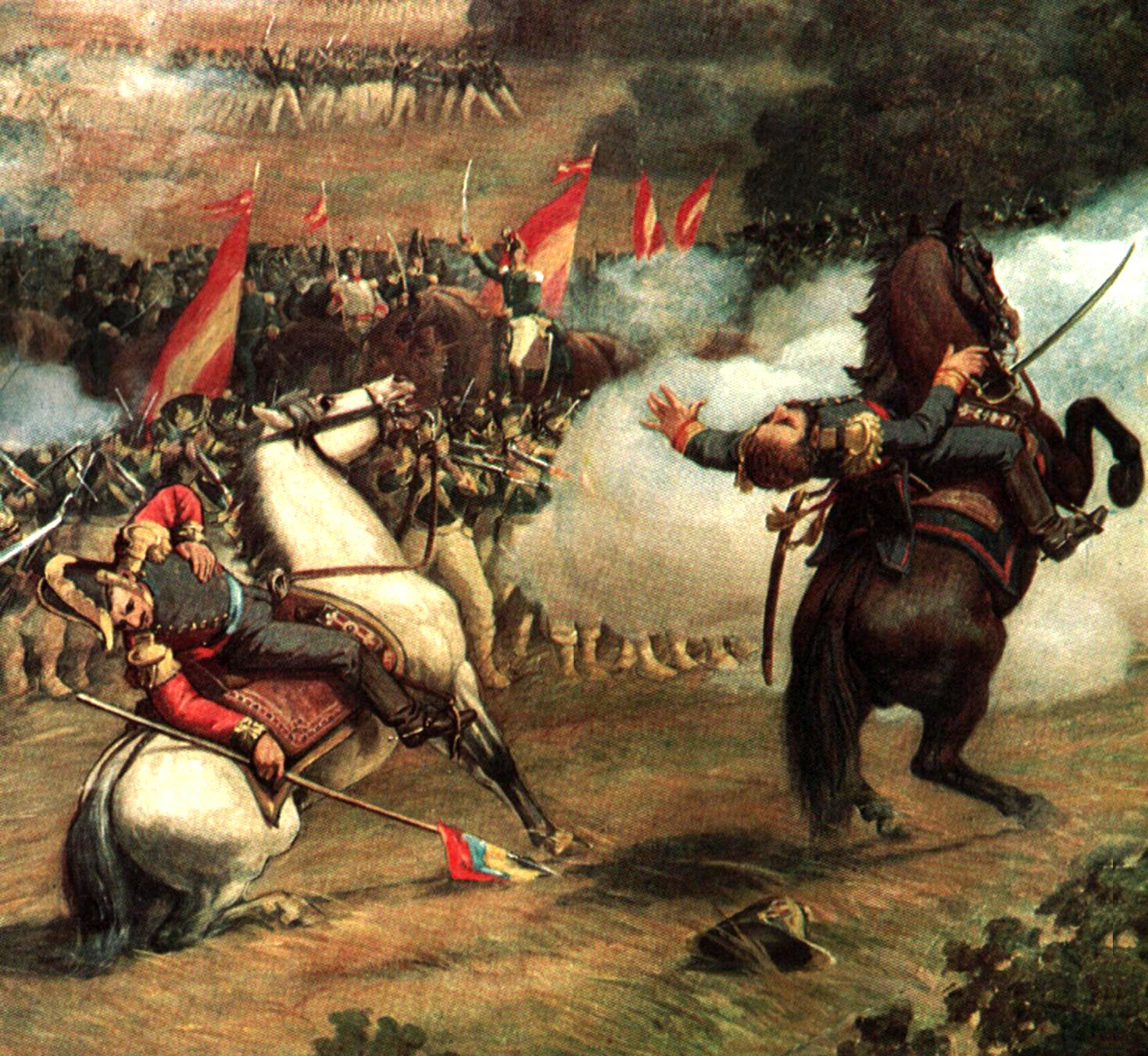
Сцена из битвы при Карабобо под куполом Дворца национальной ассамблеи

Антонио Гусман Бланко представил современную архитектуру в Венесуэлу, в частности, в Каракасе. Дворец Национальной ассамблеи Венесуэлы, расположенный к западу от Пласа-Боливар, является одним из таких зданий (во время своего президентства он построил несколько). Он окрашен в ярко-белый цвет и имеет позолоченный овальный купол, венчающий собой помещение эллиптической формы (известное как Овальный зал). Под куполом расположена картина Мартина Товар-и-Товара, на которой ярко изображена решающая битвы при Карабобо в венесуэльской войне за независимость против испанского колониального господства.
Дворец был построен в 1872 году на месте более раннего монастыря. Проектирование здания было поручено лучшим профессионалам: Лучано Урданета и Роберто Гарсия обработали инженерные решения, а архитектором был Хуан Уртадо Манрике. Комплекс состоит из двух прямоугольных объёмов, соединённых двумя галереями. Он включает внутренний двор с фонтаном в центре и небольшой сад, ограждённый чугунными решетками. Два неоклассических здания известны как Законодательный дворец и Федеральный дворец. Здание, завершенное в 1873 году, занимали Конгресс с 1958 г. и затем Национальное собрание с 2000 года.
Фасад Законодательного дворца, завершенный в 1877 году, симметричен и выделяется портиком в центре. На треугольном фронтоне находятся барельефы Симона Боливара и Антонио Гусман Бланко. Существует три колонных портала, в центре которых две кариатиды, воплощающих справедливость и свободу. В здании находится ряд заметных картин венесуэльских художников девятнадцатого и начала двадцатого веков, в том числе Мартина Товар-и-Товара, Антонио Эрреры Торо, Тито Саласа, Педро Сентено Вальенилья и Хасинто Эмилио Маури.
В дополнение к росписи купола битвы при Карабобо, в Овальном зале также представлены материалы Конституционного Конгресса (1811—1812), который включают в себя рукописный вариант декларации Независимости Венесуэлы.
Комплекс является национальным историческим памятником с 22 августа 1997 года.